# Virus dell'herpes simplex
Con virus dell'herpes simplex (HSV,  herpes simplex virus) s'intendono due specie di virus, Herpes alphaherpesvirus 1 e Herpes alphaherpesvirus 2 appartenenti alla famiglia Herpesviridae, alla sottofamiglia Alphaherpesvirinae, del genere Simplexvirus.

## Struttura
Gli HSV sono grandi herpesvirus con un diametro di circa 150 nm, provvisti di pericapside. Il capside è di forma icosadeltaedrica, è costituito da circa 160 capsomeri ed è separato dal pericapside da uno spazio detto tegumento contenente alcuni enzimi virali fondamentali per l'inizio della replicazione. Il capside contiene un genoma costituito da DNA lineare a doppio filamento che codifica per circa 80 proteine diverse metà delle quali sono implicate nella replicazione del virus comprese proteine di recupero dei nucleotidi (timidina chinasi, ribonucleotide reduttasi, desossiribonucleasi, varie proteasi), 11 sono glicoproteine strutturali (gD, gH...), altre intervengono sul sistema immunitario (gC, gE, gI), una proteina di fusione (gB), vi è inoltre una DNA-polimerasi DNA-dipendente. HSV-1 e HSV-2 sono due virus dalla struttura simile, infatti possiedono quasi gli stessi determinanti antigenici e un alto grado di omologia nel DNA.

## Replicazione
HSV infetta generalmente fibroblasti o cellule epiteliali, provocandone la lisi, nonché i neuroni, questi ultimi in modo latente. HSV attacca le cellule bersaglio interagendo dapprima con l'eparan-solfato, un proteoglicano molto comune nel glicocalice di molte cellule, poi con altri recettori proteici specifici della membrana plasmatica, in particolare nectina-1, una proteina d'adesione intercellulare, nonché HVEM, un recettore della famiglia dei recettori di TNF. In seguito all'interazione con i recettori di superficie, il pericapside del virus si fonde con la membrana della cellula rilasciando il capside nel citoplasma insieme alla maggior parte delle proteine del tegumento. Il capside migra dal citoplasma fino ad un poro nucleare e per mezzo di questo rilascia il DNA virale nel nucleo. Vengono trascritti per primi i geni precocissimi che, una volta tradotti, danno origine a proteine promotrici della trascrizione dei geni virali precoci, proteine associate al DNA o alla sua replicazione.
Se HSV infetta un neurone può replicarsi normalmente o dare origine trascritti associati alla latenza, che però non vengono tradotti in proteine e bloccano la trascrizione dei geni precocissimi impedendo la replicazione del virus. I geni precoci, la cui trascrizione è stimolata da proteine generate a partire dai geni precocissimi, danno origine alla DNA-polimerasi DNA-dipendente virale, alcuni enzimi di recupero dei nucleotidi, utili per ottenere più facilmente nucleotidi che sono poco abbondanti in cellule che non si trovano in fase S o che non replicano come i neuroni, alcuni enzimi di degradazione di mRNA cellulari.
In seguito viene trascritto il genoma e i geni tardivi che codificano per proteine strutturali del capside che vengono poi inserite in procapsidi vuoti in cui poi penetra il DNA virale appena replicato. Le proteine del tegumento si assemblano con il capside nel citoplasma, mentre le glicoproteine del pericapside vengono prima inserite nelle membrane dell'apparato di Golgi e poi avvolgono i capsidi virali provvisti di tegumento dando origine ad un virione completo che viene rilasciato per esocitosi, anche se generalmente questo provoca lisi cellulare.

## Manifestazioni cliniche

### Herpes labiale
La prima forma, notevolmente diffusa, è responsabile della comparsa di vescicole febbrili caratteristiche che di norma interessano la cute facciale (labbra, narici); è detto anche herpes simplex labiale. 
Inizialmente, l'herpes labiale si manifesta con un leggero pizzicore e un senso di calore su un punto arrossato del labbro. Nel giro di poche ore, alcune vescicole ripiene di liquido limpido, spesso dolorose, cominciano a svilupparsi nella stessa zona del punto iniziale: ecco accertata la comparsa dell'herpes labiale.
Meno frequentemente, le vescicole possono formarsi sulla mucosa nasale (in particolare sulla parte esterna o interna delle narici), sulle guance o sul palato.
Una volta terminato il processo infiammatorio, le vescicole provocate dall'herpes labiale si asciugano e formano una crosticina giallastra che scompare nel giro di 7-10 giorni, anche senza alcun trattamento. Talvolta può persistere un piccolo segno o un alone rosato.
La comparsa dell'herpes labiale può conseguire ad uno stato di malessere, a una febbre, all'inizio delle mestruazioni, a uno stress, ad una intensa esposizione alla luce del sole o all'aver mangiato particolari cibi (alcuni insaccati o formaggi). L'infezione provocata dall'herpes labiale può ricomparire con facilità poiché il virus sopravvive per tutta la vita all'interno delle cellule del ganglio del nervo trigemino e, in particolari condizioni (stress, abbassamento delle difese immunitarie, ecc..), può riattivarsi migrando tramite i nervi alla cute.

### Herpes genitale
La seconda forma è un'infezione genitale, nota anche come herpes genitalis. 
Entrambe si contraggono col contatto fisico e sessuale.
Data la collocazione dei virioni nei gangli nervosi, dove possono rimanere quiescenti per molto tempo, l'infezione erpetica ha caratteristiche recidivanti in corrispondenza di eventi stressanti del sistema immunitario e solitamente ricompare nella sede primaria; è caratterizzata da un'area edematosa dove sono presenti grappoli di vescicole sierose, si risolve in una decina di giorni.
L'infezione da herpes è contagiosa e può diffondersi agli organi genitali o agli occhi. Il pericolo maggiore è la diffusione dell'herpes all'occhio o all'interno della bocca.